# Mullanpur- Garibdas
Mullanpur- Garibdas é uma vila no distrito de Rupnagar, no estado indiano de Punjab.

## Demografia
Segundo o censo de 2001, Mullanpur- Garibdas tinha uma população de 6143 habitantes. Os indivíduos do sexo masculino constituem 53% da população e os do sexo feminino 47%. Mullanpur- Garibdas tem uma taxa de literacia de 72%, superior à média nacional de 59.5%: a literacia no sexo masculino é de 76% e no sexo feminino é de 67%. Em Mullanpur- Garibdas, 13% da população está abaixo dos 6 anos de idade.